# Pizza Pete
Pizza Pete är en EP av det svenska skatepunkbandet Stoned, utgiven 1996.

## Låtlista
1. "Pizza Pete" - 2:48
2. "Supermarket Girlfriend" - 2:27
3. "No Reason" - 2:22
4. "Control" - 2:18

### Fotnoter
1. ↑  ”Stoned”. Skatepunkers Wikia. http://skatepunkers.wikia.com/wiki/Pizza_Pete%28Single%29. Läst 4 april 2012.